# クリーブランド (軽巡洋艦)
クリーブランド (USS Cleveland, CL-55) は、アメリカ海軍の軽巡洋艦。クリーブランド級軽巡洋艦の1番艦。艦名はオハイオ州クリーブランドに因む。その名を持つ艦としては2隻目。

## 艦歴
「クリーブランド」は1940年7月1日にニュージャージー州カムデンのニューヨーク造船所で起工し、1941年11月1日にH・バートン夫人によって進水、1942年6月15日に艦長エドムンド・W・バーロウ大佐の指揮下就役する。
1942年10月10日にチェサピーク湾を出航し、10月29日にバミューダ諸島沖で北アフリカ侵攻のための任務部隊に合流する。「クリーブランド」は第二次世界大戦に投入された初の新型艦艇となった。11月8日に仏領モロッコのフェドハラ（モハメディア）への上陸支援の艦砲射撃を行う。その後も11月12日まで偵察巡航を行い、11月24日にノーフォークに帰投する。
1942年12月5日に太平洋に向けて出航し、1943年1月16日にエファテ島に到着する。ソロモン諸島への圧力強化のための「クリーブランド」の最初の任務は、ロバート・C・ギッフェン少将率いる第18任務部隊とともにガダルカナル島に向かう船団を1月27日から31日まで護衛することであった。予定では、第18任務部隊はサボ島沖に待機して日本側の反撃に備え、遅れて出撃する空母「エンタープライズ (USS Enterprise, CV-6) 」基幹の第16任務部隊が上空を援護することとなっていた。クリーブランドは1月29日と30日のレンネル島沖海戦で日本軍による激しい攻撃に対して対空砲撃を行った。
「クリーブランド」はアーロン・S・メリル少将の第68任務部隊、通称「メリルの襲撃隊」に加わる。3月4日、第68任務部隊はエスピリトゥサント島を出撃して「ザ・スロット」と呼ばれるニュージョージア海峡へ向かい、クラ湾へ踏み込んでコロンバンガラ島の日本軍を攻撃する。同日未明に行われたビラ・スタンモーア夜戦では2隻の日本海軍駆逐艦「峯雲」と「村雨」を撃沈し、往復1,400マイルの航海を終えて3月9日夕刻にエスピリトゥサント島に帰投した。その後も、コロンバンガラ島をめぐる8回の戦闘に加わる。
「クリーブランド」の艦長は6月にアンドリュー・G・シェパード大佐に交代する。引き続き第68任務部隊に所属して6月30日にショートランド諸島を砲撃し、7月12日にはニュージョージア島のムンダに対する上陸の支援を行う。僚艦「コロンビア (USS Columbia, CL-56) 」と入れ替わる形でオーストラリアのシドニーでの10日間に及ぶ短期の補修を受けた後、10月26日と27日にはトレジャリー諸島への上陸前艦砲射撃を行う。第39任務部隊は11月1日にブーゲンビル島侵攻部隊の支援のためブカ島とボニス島へ砲撃を行い、同日のうちに南に向かってショートランド諸島への攻撃を行う。その晩に起こったブーゲンビル島沖海戦に参加し、「クリーブランド」はその功績で海軍殊勲部隊章を受章した。クリーブランドは僚艦とともにレーダーを使用して4隻の日本海軍巡洋艦「妙高」「羽黒」「川内」「阿賀野」を目標に一時間以上の砲撃を行い、「川内」の撃沈に貢献した。続いて夜明けまで残りの艦を追撃するが、明け方になって70機の航空攻撃を受け、一発の至近弾が艦を大きく動揺させた。「クリーブランド」は応戦し敵機数機を撃墜する。ブーゲンビル島沖海戦において「クリーブランド」は840発の6インチ砲弾を発射したが、僚艦の中では最も発射弾数が少なかった。12月24日未明には再びブーゲンビル島北端部への砲撃を僚艦とともに行った。
年変わって1944年2月13日から18日までは、トラック島とグリーン諸島の間を偵察した。トラック島からの反撃を警戒したが、その様子が全くなかったので駆逐艦部隊に後事を託して引き上げた。3月17日から3月23日まではエミラウ島攻略支援を行い、その後補給と修理のためシドニーに向かう。4月21日にソロモン諸島に戻りマリアナ諸島侵攻作戦の準備に入る。5月20日、ブーゲンビル島に残存する日本軍陣地を目標に砲撃訓練中、予想外の反撃を受ける。大口径砲と思われる砲台から撃たれ、至近弾による大きな水柱が立ったものの艦に損害はなく、砲撃により間もなく敵砲台は沈黙した。
「クリーブランド」は1944年6月8日から8月12日までマリアナ諸島侵攻作戦に参加する。サイパン島砲撃では、「クリーブランド」と軽巡「モントピリア (USS Montpelier, CL-57) 」が最も多く砲弾を発射したと噂された。6月19日、20日のマリアナ沖海戦では第58任務部隊（マーク・ミッチャー中将）に合流し、第58.3任務群に属する。空母艦載機部隊を突破した日本軍機はほとんどなかったが、「クリーブランド」は少なくとも一機を自ら撃墜し、数機の破壊を支援した。テニアン島侵攻中の7月24日には駆逐艦「ノーマン・スコット(USS Norman Scott, DD-690) 」を支援する。「ノーマン・スコット」は敵砲台から数秒の内に6発の直撃弾を受ける。「クリーブランド」は「ノーマン・スコット」と敵砲台の間に割って入り、それ以上の直撃弾を妨げた。9月12日から29日まで「クリーブランド」はパラオ侵攻に参加し、10月5日にオーバーホールのためマヌス島を経由し本国に向かう。
オーバーホール後の1945年2月9日にスービック湾に到着し、2月13日、14日にはコレヒドール島へ上陸前の艦砲射撃を行う。その後もパラワン島プエルト・プリンセサへの上陸支援、ヴィサヤ諸島、パナイ島、ミンダナオ島のマラバン、パランへの攻撃を行った。4月14日にはダバオ攻略支援のため出動した。6月7日にスービック湾を出航し、6月10日にボルネオのブルネイ湾上陸部隊を支援する。6月15日にスービック湾に帰還し、その後6月30日にマニラでダグラス・マッカーサー元帥が乗艦、マッカーサーと彼のスタッフはバリクパパン攻撃を艦上から観察した。「フォックス・デー」と称された7月1日には上陸前の艦砲射撃を行う。マッカーサーが部隊とともに上陸地点を視察した後帰艦してマニラへ向かい、7月3日に到着した。
「クリーブランド」は新たな巡洋艦任務部隊、第95.2任務群を編成して7月13日に沖縄に向かい、7月16日に中城湾に到着する。部隊は沖縄を拠点として東シナ海と黄海における日本艦艇に対する掃海攻撃を8月7日まで行う。この方面には、敵の2隻の戦艦と数隻の空母、駆逐艦、100以上の体当たりボートと航空機が潜んでいると信じられており、実際にそのような情報が届いていた。しかし、作戦では漁船程度しか見つからず、東シナ海での連合軍の制海権を確立した。
「クリーブランド」は9月9日に沖縄を出航し、占領支援任務および和歌山からの連合軍捕虜輸送支援を行う。その後アメリカ第6軍が本州に上陸するまで海軍占領部隊の一部として任務に従事。10月28日から11月1日まで東京湾で停泊した後、真珠湾、サンディエゴ、パナマ運河経由で12月5日にボストンに到着、オーバーホールに入る。オーバーホール後はニューポート沖で様々な訓練を行い、その中には1946年6月に海軍予備役兵のノバスコシア州ハリファックス、ケベックへの巡航も含まれた。その後フィラデルフィアで不活性化工事を受け1947年2月7日に退役。1959年3月1日に除籍後、1960年2月18日に売却された。
「クリーブランド」は第二次世界大戦の戦功で海軍殊勲部隊章に加えて13個の従軍星章を受章した。

## 歴代艦長
1. エドムンド・W・バーロウ大佐 (Captain Edmund W. Burrough, 1942年6月15日 - 1943年6月)
2. アンドリュー・G・シェパード大佐 (Captain Andrew G. Shepard, 1943年6月 - 1944年8月)
3. ハーバート・G・ホップウッド大佐 (Captain Herbert G. Hopwood, 1944年8月 - 1945年7月)
4. チャールズ・J・マグワイア大佐 (Captain Charles J. Maguire, 1945年7月 - ? )